# Onvoltooid deelwoord
Het onvoltooid deelwoord (ook wel tegenwoordig deelwoord of participium praesens) is de vorm van het werkwoord die het aspect toestand of het aspect voortgang aangeeft: de werking is hetzij statisch, hetzij nog voort-durend, de werkwoordstijd tegenwoordig.

## Vorming
In het Nederlands wordt het onvoltooid deelwoord gevormd door toevoeging van d of de aan de infinitief.
- Fluitend ging hij naar zijn werk.
- De jongen ging lopend naar school.
- Zij zijn ziende blind.
- Komende vanuit het noorden, buigt de rivier in de richting van de zee.

Het onvoltooid deelwoord wordt voornamelijk nog als bijvoeglijk naamwoord gebruikt. De toegevoegde e is in deze gevallen het gevolg van de regels voor bijvoeglijke naamwoorden.
- een zoenend paar
- een staand horloge
- een staande klok
- een wachtend paar
- een wachtende menigte

## Gebruik en syntaxis
Het onvoltooid deelwoord is een vorm van het werkwoord, maar functioneert tegelijkertijd als een bijvoeglijk naamwoord. Dat betekent dat het de syntactische eigenschappen heeft van een werkwoord, maar ook die van een bijvoeglijk naamwoord.

### Werkwoord
Doordat het onvoltooid deelwoord als werkwoord fungeert, kan het met diverse zinsdelen gecombineerd worden:
- Wild om zich heen trappend stortte hij zich in de menigte. (twee bijwoordelijke bepalingen)
- Hem een zoen gevend sloot zij de deur. (meewerkend voorwerp)
- Hem een zoen gevend sloot zij de deur. (lijdend voorwerp).

### Bijvoeglijk naamwoord
Doordat het tegenwoordig deelwoord tevens een bijvoeglijk naamwoord is, krijgt het de eigenschappen van bijvoeglijke naamwoorden.

#### Vorm
Evenals andere bijvoeglijke naamwoorden krijgt het tegenwoordig deelwoord in bepaalde gevallen een buigings-e:
- Een doordringende gil verscheurde plotseling de stilte.

In sommige vaste uitdrukkingen (de behandelend arts, de eerstaanwezend ingenieur) blijft deze buigings-e achterwege.
Wanneer het tegenwoordig deelwoord zelfstandig wordt gebruikt (zie hieronder, Conversie), krijgt het soms de uitgang -en. Dit is het geval onder twee voorwaarden: Het tegenwoordig deelwoord verwijst naar personen in het meervoud. Daarentegen krijgen zaken ook in het meervoud geen -n.
- De dwalende werd ten slotte weer op het rechte pad gebracht. (één persoon)
- Toen gingen Sjakie en Berend met elkaar op de vuist, en het kostte de grootste moeite de vechtenden te scheiden. (personen; meervoud)
- De oude procedure is nu afgehandeld, en de lopende zal ook wel weinig tijd meer kosten. (één zaak)
- De oude procedures zijn nu afgehandeld, en de lopende zullen ook wel weinig tijd meer kosten. (zaken; meervoud).

#### Syntaxis
Het kan attributief gebruikt worden, en dan staat het meestal vóór een zelfstandig naamwoord:
- Een klagend lied weergalmde door de holle gewelven.

Het kan ook predicatief worden gebruikt, bijvoorbeeld als naamwoordelijk deel van het gezegde:
- Hij is vandaag lopend.
- De vertoning was slaapverwekkend.

of als bepaling van gesteldheid:
- Peter stond zingend onder de douche. (bij het onderwerp)
- Wij troffen de kinderen huilend aan. (bij het lijdend voorwerp)

#### Beknopte bijzin
Terwijl een volledige bijzin een zinsdeel is met een eigen onderwerp en een eigen persoonsvorm, ontbreken die persoonsvorm en dat onderwerp in de beknopte bijzin. Er is echter wel een andere werkwoordsvorm nodig in een beknopte bijzin; een van de werkwoordsvormen die daarvoor in aanmerking komen, is het tegenwoordig deelwoord. Het kan dan de vorm met of zonder -e aannemen, en soms staat er het woordje al voor om de duur van de werking te benadrukken:
- Dwalend langs beemd en veld kwam Oscar de wonderlijkste dieren tegen.
- Zingende dat het een aard had, verliet Marianne het huis.
- Al kissebissend over ieders aandeel in de heldendaad, brachten Roos en Pepijn de middag door.
- Al schrijvende kreeg ik ten slotte duidelijkheid over mijn eigenlijke bedoeling.

Hoewel het tegenwoordig deelwoord geen eigen onderwerp heeft, is er wel een geïmpliceerd onderwerp: dat is gelijk aan het onderwerp in de hoofdzin. De implicatie is immers dat Oscar dwaalt, dat Marianne zingt, dat Roos en Pepijn kissebissen en dat ik schrijf. Het onvoltooid deelwoord zou in dit soort gevallen vervangen kunnen worden door een volledige bijzin, ingeleid door bijvoorbeeld het voegwoord "terwijl".

#### Conversie
Een bijvoeglijk naamwoord kan zelfstandig worden gebruikt, en dan wordt het in feite een zelfstandig naamwoord. Deze mogelijkheid heeft het tegenwoordig deelwoord ook:
- Het teleurstellende van de zaak is dat hij helemaal niet tot inkeer wil komen. (zelfstandig gebruik)
- De wachtende werd maar niet geholpen. (zelfstandig gebruik; persoon)
- De nog levenden waren er slecht aan toe. (zelfstandig gebruik; personen; meervouds-n)

Anderzijds kan een bijvoeglijk naamwoord als bijwoord optreden, en dit geldt ook voor het tegenwoordig deelwoord:
- Zijn mompelend uitgesproken bekentenis was bijna niet te verstaan.
- Het hele veld was bezaaid met stralend gele bloemen.

#### Deverbatief adjectief
Een tegenwoordig deelwoord kan zo veelvuldig als adjectief gebruikt worden dat het eigenlijk geheel en al een bijvoeglijk naamwoord is geworden. Omdat het wel van een werkwoord is afgeleid, noemen we zo'n adjectief deverbatief. De werkwoordelijke betekenis wordt niet meer gevoeld:
- een voortdurende strijd
- de woedende menigte
- kokend heet
- laaiend enthousiast.

Ook blinkend, doordringend en slaapverwekkend zijn hier voorbeelden van. De laatste twee zijn samengestelde bijvoeglijke naamwoorden, die zo gebruikelijk zijn dat ze aaneen worden geschreven, en die ook het accent op het hoofdwoord hebben gekregen (de klemtoon is "eenheidsaccent" geworden).

## Staande uitdrukkingen
In een aantal uitdrukkingen, zogeheten absolute constructies, is het gebruik van het tegenwoordig deelwoord versteend; het zijn vaste uitdrukkingen geworden, die vaak archaïsch aandoen of althans tot de schrijftaal beperkt zijn:
- Justitie kan hangende het onderzoek geen informatie aan de media verstrekken.
- Dit gezegd zijnde, kunnen we toch niet ontkennen dat een vergoeding op haar plaats zou zijn.
- IJs en weder dienende bezoeken we u op uw verjaardag.

Anders dan in de voorbeeldzinnen onder het kopje Beknopte bijzin heeft het tegenwoordig deelwoord in deze uitdrukkingen wel een eigen onderwerp. In de geciteerde voorbeelden zijn dat respectievelijk het onderzoek, dit en ijs en weder.